# Мечек
Ме́чек (венг. Mecsek) — горный массив в южной Венгрии. Расположен в медье Бараня, к северу от города Печ.
Горы занимают площадь около 500 квадратных километров. Наивысшая точка — Зенгё, 681 м. Климат гор смешанный, между средиземноморским и континентальным климатом. На территории горы произрастает 20-30 видов растений, которые эндемичны для этих гор и неизвестны в других частях Карпатского бассейна.
Сложен известняками, мергелями, песчаниками, вулканическими породами; развит карст. Месторождения каменного угля. Верхние части склонов гор покрыты дубовыми и буковыми лесами, в нижних частях склонов — сады, виноградники.. В окрестностях Мечека — бальнеоклиматический курорт Шиконда. Развит туризм.
До Второй Мировой войны, здесь проживало много выходцев из Южной Германии, Мечек был частью региона, известного под названием Швабская Турция.